# リル・ブッシュ
リル・ブッシュ: リジデント・オブ・ザ・ユナイテッド・ステイツ（Lil' Bush: Resident of the United States）は、アメリカ合衆国の風刺アニメーションシリーズ。コメディ・セントラルで2007年から放送された。ジョージ・W・ブッシュ政権の政治家を風刺したシリーズであり、キャラクター名にはリル（リトルの略形）が付く。
クリエーターのドニック・キャリーは『ザ・シンプソンズ』の脚本であり、リル・チェイニー役で声の出演もしている。

## 登場人物

### メインキャラクター
リル・ブッシュ
声 - クリス・パーソンズ
ジョージ・シニア
声 - デイヴ・ミッチェル
バーバラ・ブッシュ
声 - マーラ・ケリー
ジェブ・ブッシュ
声 - デイヴ・B・ミッチェル
リル・チェイニー
声 - ドニック・キャリー
リル・コンディ
声 - アン・ヴィレッラ→カリ・ウォールグレン
リル・ラミー
声 - イギー・ポップ

### リル・民主党
リル・ヒラリー
声 - カリ・ウォールグレン
リル・バラク・オバマ
声 - ティム・メドウス
リル・ビル
声 - クリス・パーソン
リル・ジョン・ケリー
声 - クリス・パーソン
リル・ジョン・エドワーズ
声 - クリス・パーソン
リル・アル・ゴア
声 - クリス・パーソン